# هاندسدیچ
هاندسدیچ (انگلیسی: Houndsditch) نام خیابانی است میان نواحی پورستسوکن و بیشاپزگیت در شرق لندن. این خیابان نامش را از خندق بزرگی می‌گیرد که در گذشته دور، در امتداد این خیابان (مابین بیشاپزگیت و آلدگیت) وجود داشته و محل انباشت زباله و اجساد سگ‌ها بوده‌است. این خیابان در اوایل قرن بیستم، مرکز تجاری لباس و اجناس تازه و کم قیمت بود و یک مرکز خرید بزرگ با چندین فروشگاه عمده‌فروشی داشت که به آن، لقب «سلفریجز محلهٔ یهودی‌ها» را داده بودند.
نزدیک‌ترین ایستگاه مترو به این خیابان، ایستگاه متروی آلدگیت و نزدیک‌ترین ایستگاه راه‌آهن به آن، ایستگاه خیابان لیورپول است.